# U-Bahn-Station Kettenbrückengasse
Die Station Kettenbrückengasse der Wiener U-Bahn-Linie U4 befindet sich im 5. Wiener Gemeindebezirk Margareten. Sie ist in offener Tieflage angelegt, verfügt über zwei Seitenbahnsteige und befindet sich im Einschnitt der Trasse der U4 parallel zum Wienfluss zwischen Wehrgasse und der Kettenbrückengasse. Namensgeber ist die zwischen 1828 und 1830 an dieser Stelle errichtete Kettenbrücke über den Wienfluss.

## Geschichte
Errichtet wurde die Station für die Untere Wientallinie der Wiener Dampfstadtbahn. In deren frühen Planungen wurde sie teilweise noch als Kettenbrücke oder Rudolfsbrücke bezeichnet, bevor sie letztlich den bis heute gebräuchlichen Namen bekam. Die von Otto Wagner gestaltete Station wurde im Auftrag der Commission für Verkehrsanlagen in Wien erbaut, im November 1896 baulich fertiggestellt, und am 30. Juni 1899 eröffnet. Sie wurde nach dem Ersten Weltkrieg 1918 geschlossen und 1925 als Teil der neuen Wiener Elektrischen Stadtbahn wiedereröffnet. Zwischen 1925 und 1976 wurde die Station von den Linien DG/GD und WD bedient. Danach erfolgte der Umbau für die Erfordernisse der U-Bahn mit ihrem größeren Profil. Der ursprüngliche Otto-Wagner-Stil blieb nur teilweise erhalten, so etwa bei dem stadteinwärts gelegenen, denkmalgeschützten (Listeneintrag) Aufnahmegebäude. Die Bahnsteigbereiche wurden nach dem Paneel-System der Architektengruppe U-Bahn mit der für die Linie U4 vorgesehenen Signalfarbe Grün umgebaut. Am 27. Oktober 1980 erreichte der erste fahrplanmäßige Zug der U4 die Station Kettenbrückengasse. Am 2. April 1999 wurden die Aufzüge der Station in Betrieb genommen.
Ausgänge führen stadteinwärts per fester Stiege durch das kleine Aufnahmegebäude direkt auf die Kettenbrücke. Hier kann auch der samstägliche Flohmarkt – einer der größten seiner Art in Österreich – und weiters der Naschmarkt erreicht werden. Über den stadtauswärts gelegenen Ausgang kann per fester Stiege  (d. h. nicht barrierefrei) und Aufzug die Eggerthgasse und die Falco-Stiege erreicht werden. In der Nähe befindet sich auch das Marktamt der Stadt Wien. Durch den Einzugsbereich der Station Karlsplatz hat sich vor allem am Ausgang Kettenbrückengasse eine Drogenszene angesiedelt.

## Galerie

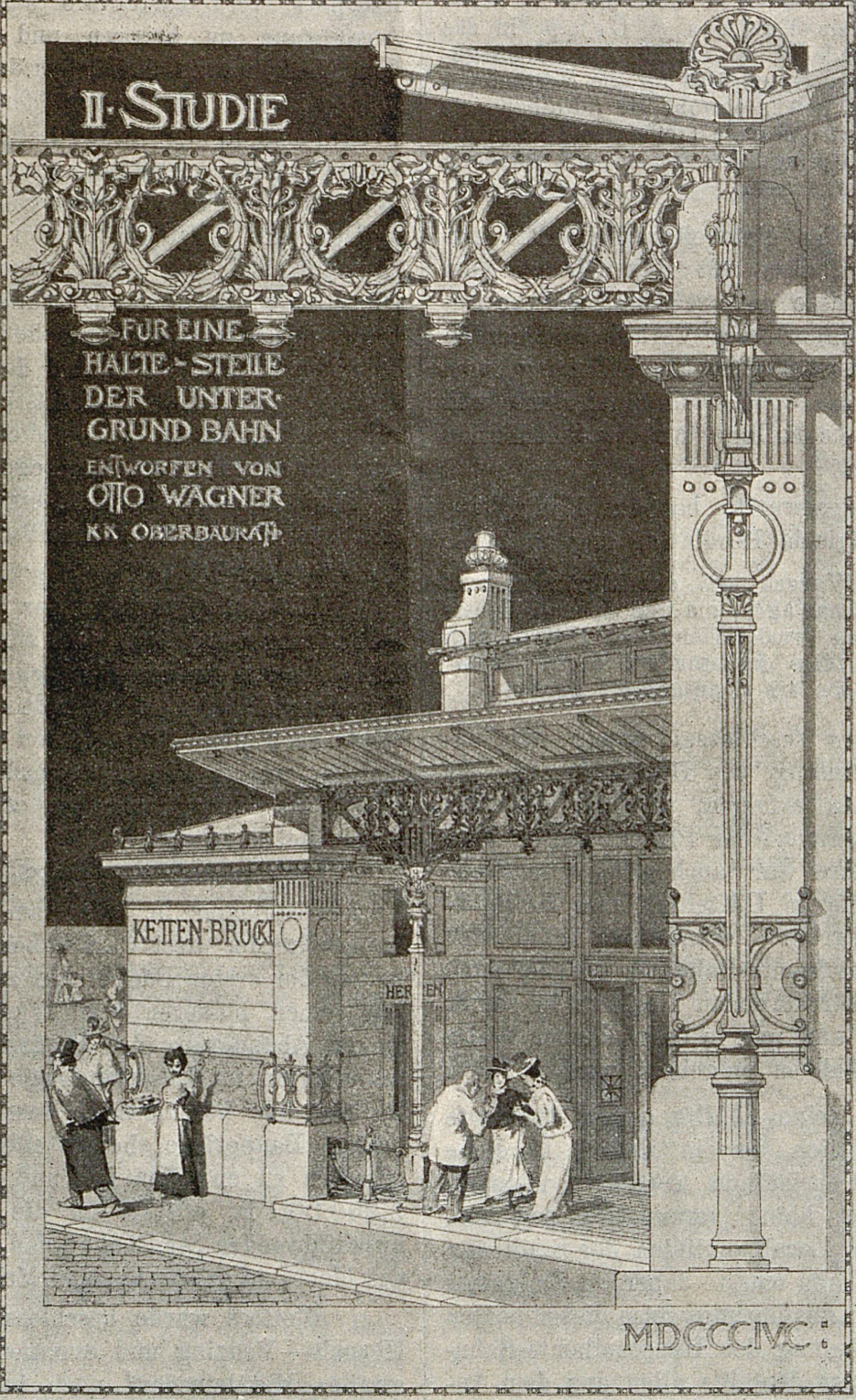
Studie (1896)
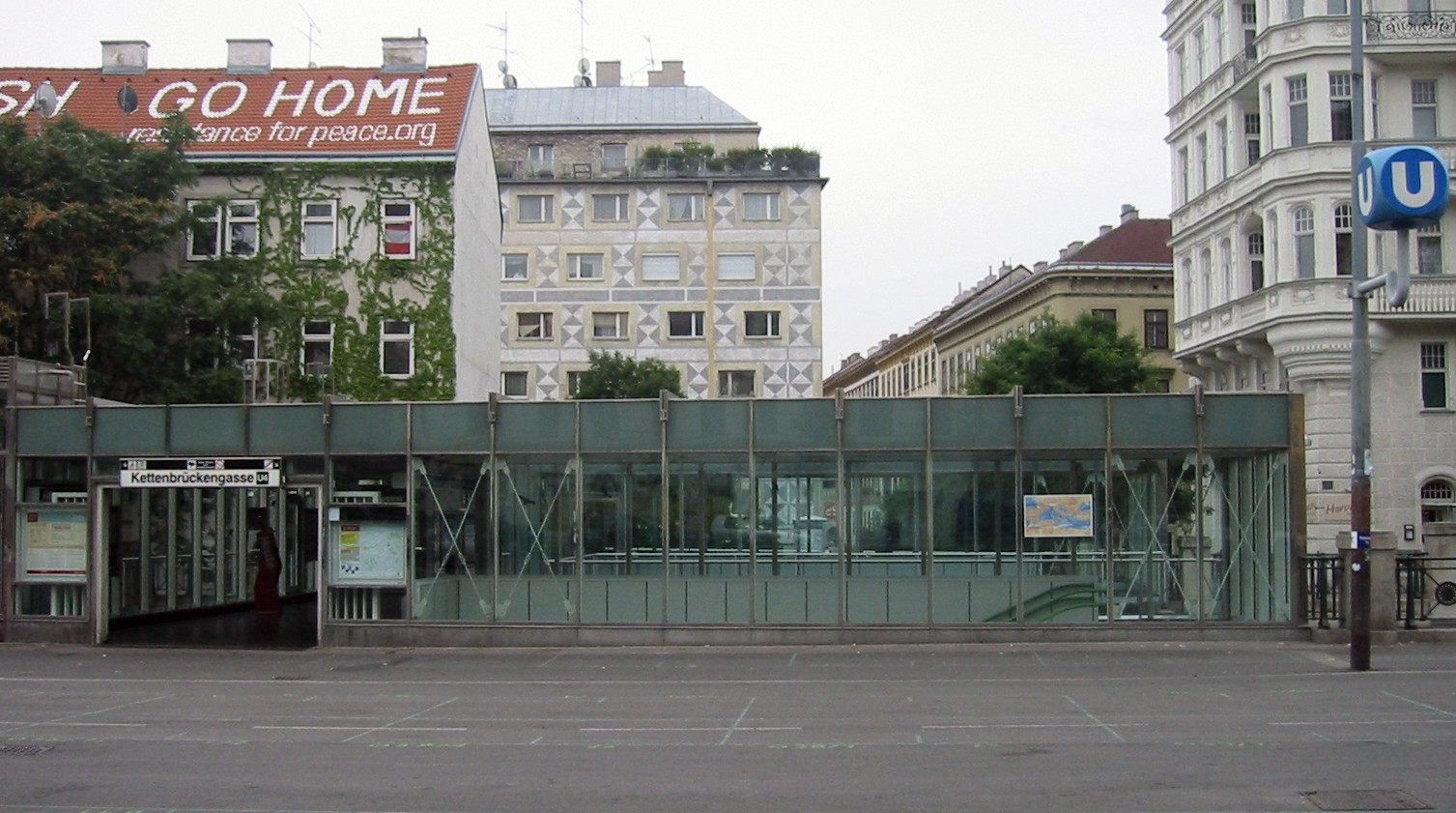
Stadtauswärts gelegenes Aufnahmsgebäude Blick zur Wehrgasse
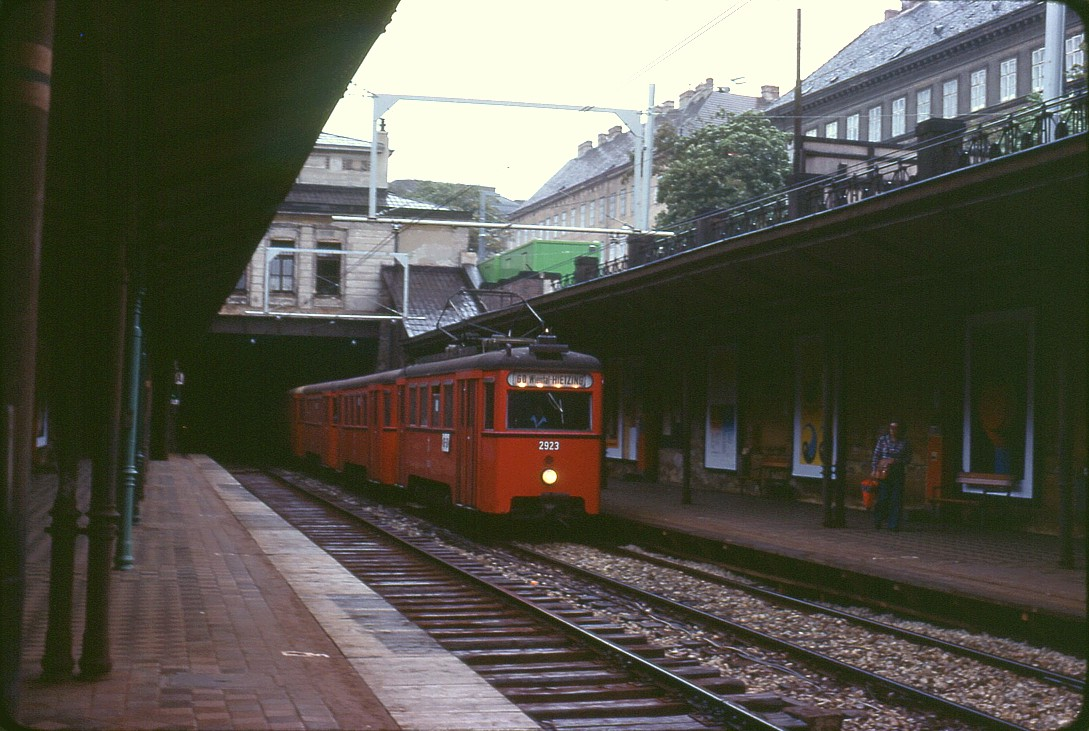
Stadtbahnstation Kettenbrückengasse mit einem N1/n2-Zug, 1977
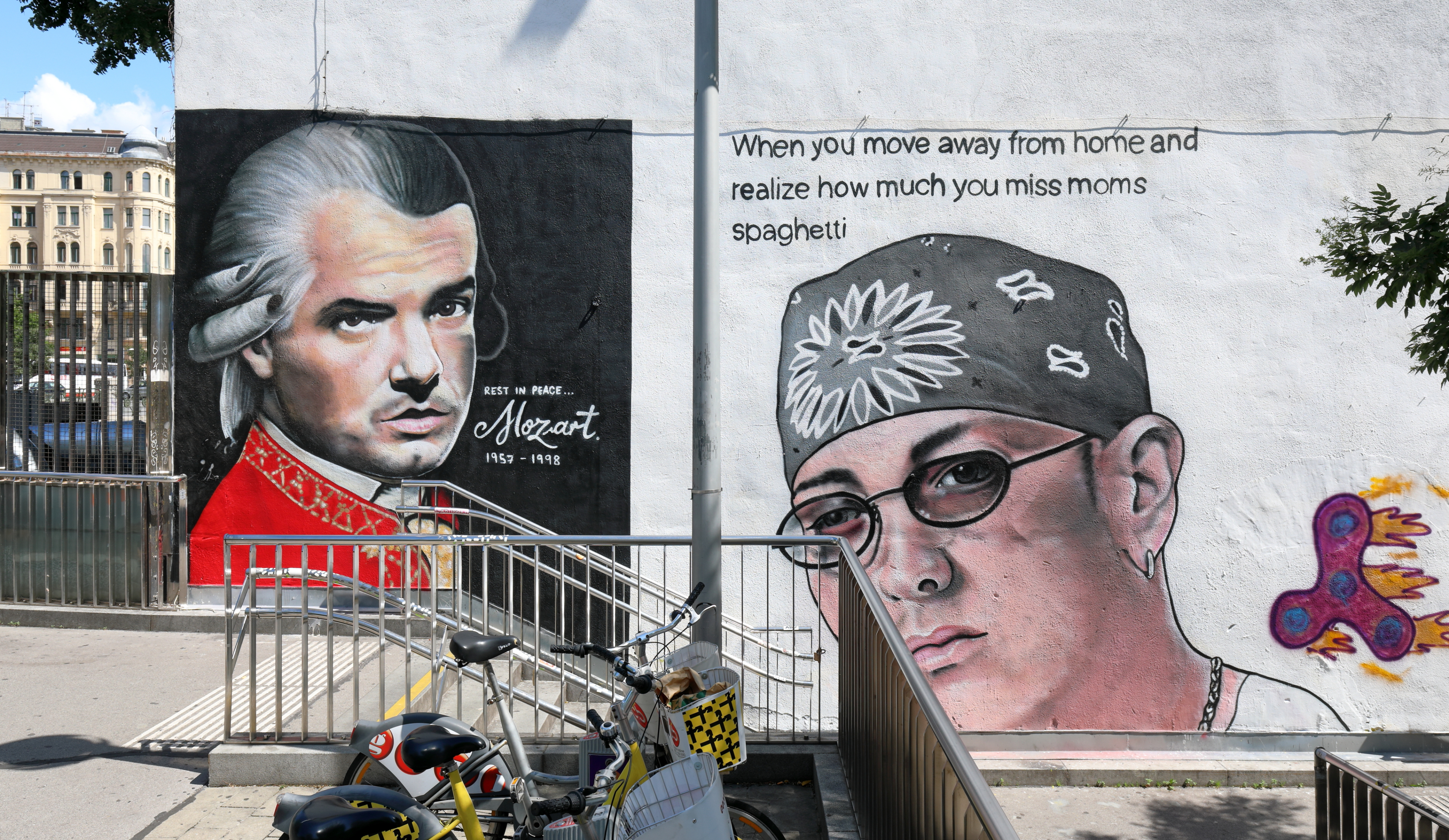
Zwei Graffiti von Lush Sux bei der Falco-Stiege